# Шелепнево
Шелепнево — опустевшая деревня в Чухломском муниципальном районе Костромской области. Входит в состав Петровского сельского поселения

## География
Находится в северной части Костромской области на расстоянии приблизительно 14 км на восток по прямой от города Чухлома, административного центра района.

## История
В 1872 году здесь было учтено 18 дворов, в 1907 году — 14.

## Население
Постоянное население составляло 58 человек (1872 год), 44 (1897), 68 (1907), 0 как в 2002 году, так и в 2022.